# Feuchtgebiete um Rottenbach
Feuchtgebiete um Rottenbach este o arie protejată (arie specială de conservare — SAC, sit de importanță comunitară — SCI) din Germania întinsă pe o suprafață de 32,41 ha, integral pe uscat.

## Localizare
Centrul sitului Feuchtgebiete um Rottenbach este situat la coordonatele 50°22′15″N 10°57′35″E / 50.3708°N 10.9597°E.

## Înființare
Situl Feuchtgebiete um Rottenbach a fost declarat sit de importanță comunitară în noiembrie 2004 pentru a proteja 4 specii de animale. Situl a fost protejat și ca arie specială de conservare în aprilie 2016.

## Biodiversitate
Situată în ecoregiunea continentală, aria protejată conține 7 habitate naturale: Lacuri și iazuri distrofice naturale, Liziere de ierburi înalte hidrofile de câmpie și de nivel montan până la alpin, Fânețe de joasă altitudine (Alopecurus pratensis, Sanguisorba officinalis), Mlaștini turboase de tranziție și turbării mișcătoare, Depresiuni pe substraturi de turbă de Rhynchosporion, Mlaștini împădurite, Păduri aluvionare cu Alnus glutinosa și Fraxinus excelsior (Alno-Padion, Alnion incanae, Salicion albae).
La baza desemnării sitului se află mai multe specii protejate:
- mamifere (1): liliac cu urechi mari (Myotis bechsteinii)
- nevertebrate (2): libelule (Leucorrhinia pectoralis), phengaris nausithous (Maculinea nausithous)
- pești (1): cicar (Lampetra planeri)